# Alconeura nudata
Alconeura nudata är en insektsart som beskrevs av Ball och Delong 1925. Alconeura nudata ingår i släktet Alconeura och familjen dvärgstritar. Inga underarter finns listade i Catalogue of Life.